# The Longing
The Longing è un videogioco in stile avventura grafica punta e clicca sviluppato da Studio Seufz e pubblicato da Application Systems Heidelberg il 5 marzo 2020 per Microsoft Windows, macOS, e Linux e il 14 aprile 2021 per Nintendo Switch. Ambientato in un regno sotterraneo, il giocatore controlla Ombra, una creatura alla quale è affidato il compito di sorvegliare il sovrano di un regno sotterraneo mentre dorme per 400 giorni. L'obiettivo del gioco è dunque aspettare per 400 giorni in tempo reale, durante i quali Ombra può esplorare i sotterranei o svolgere diverse attività, alcune delle quali permettono di velocizzare il timer che continua a scorrere anche mentre non si è in gioco.
Lo sviluppatore Anselm Pyta concepì The Longing dopo aver visitato la Barbarossahöhle ed esser venuto a conoscenza della leggenda del Kyffhäuser. Pyta decise dunque di sviluppare un videogioco incentrato sulla trama, il quale avrebbe trattato temi emotivi come la solitudine usando lo scorrere del tempo come sua principale meccanica di gioco. Il genere musicale del dungeon synth gli fu d'ulteriore ispirazione per caratterizzare l'ambientazione sotterranea del titolo. Pyta fu il principale sviluppatore di The Longing per la maggior parte della sua produzione, dalla durata di sei anni; dovette di conseguenza affidarsi al suo intuito per stabilire il ritmo di gioco a seguito delle difficoltà riscontrate nel playtesting dovute alla durata del titolo.
The Longing fu generalmente apprezzato per il suo stile grafico, la sua colonna sonora e la sua originalità, ma il gameplay dal lento ritmo divise la critica. Il titolo fu pubblicato durante la pandemia di COVID-19, e in molti paragonarono l'esperienza di gioco alla vita in quarantena. The Longing fu nominato per il Nuovo Award all'Independent Games Festival del 2020 e riconosciuto come "Miglior debutto" ai Deutscher Computerspielpreis dello stesso anno.

## Trama
All'avvio del gioco un gigantesco re informa Ombra, protagonista del gioco e suo fedele assistente, che gli sarà necessario dormire per 400 giorni al fine di recuperare i suoi poteri ormai svaniti. Il sovrano richiede a Ombra di svegliarlo quando stabilito, permettendogli di vagare per il suo regno sotterraneo a patto che non lo abbandoni; come ricompensa il re gli promette "un mondo senza bramosia" una volta risvegliato. Durante la sua lunga attesa Ombra contempla la sua solitudine e riflette sulla natura della ricompensa del re. Il servitore ricorda dell'esistenza di un'uscita dai sotterranei molto al di sopra del luogo in cui il re riposa, e considera la possibilità di lasciare il regno per sempre e vivere nel mondo esterno.
La storia termina in maniera diversa a seconda delle scelte del giocatore. Se Ombra aspetta per 400 giorni e risveglia il re, i suoi movimenti causano il cedimento dei sotterranei. Al termine del crollo il sovrano spiega a Ombra che in questo modo gli ha donato esattamente cosa gli ha promesso, creando un mondo senza bramosia "distruggendo tutto ciò che conteneva". In alternativa, Ombra può esplorare i sotterranei fino a scoprire una caverna buia ai margini di un precipizio senza fondo, potendo decidere se suicidarsi gettandosi nel vuoto o proseguire fino a incontrare l'Oscurità, una creatura misteriosa dall'aspetto molto simile al suo. In base a come il giocatore interagisce con Ombra durante il gioco, il servitore potrà nascondersi dall'Oscurità coprendosi gli occhi (in caso contrario sarà catturato dalla creatura e rispedito nella sua stanza).
Una volta nascostosi dall'Oscurità e proseguito il suo percorso, Ombra giunge ad una caverna poco al di sotto della superficie, dov'è presente un pozzo. Il protagonista dunque può finalmente raggiungere il mondo esterno venendo tirato fuori con un secchio da un fanciullo o da un uomo anziano: nel primo caso l'aspetto di Ombra spaventa il bambino, che lo lascia ricadere nel pozzo uccidendolo, mentre nel secondo caso il protagonista è ospitato a casa della famiglia dell'uomo e gli viene servita la cena. A seguito dei titoli di coda viene mostrato il re ormai senza vita, siccome non è stato mai più risvegliato.

## Modalità di gioco
The Longing è un videogioco d'avventura grafica punta e clicca ambientato in un regno sotterraneo. Il giocatore controlla Ombra, una creatura solitaria il cui unico scopo è servire un anziano re. Prima che il re si addormenti per recuperare i suoi poteri ormai sopiti, a Ombra è affidato il compito di risvegliare il sovrano dopo aver aspettato per 400 giorni in tempo reale. Ombra può esplorare caverne, raccogliere risorse e oggetti per decorare la sua stanza o svolgere altre attività ricreative come leggere classici della letteratura o disegnare.
Sia nei movimenti che nelle sue interazioni col mondo circostante Ombra è costantemente molto lento. Molti aspetti del gameplay dipendono dallo scorrere del tempo, come alcuni enigmi che richiedono al giocatore di attendere un determinato periodo di tempo per superarli. Svolgere alcune attività nella stanza di Ombra come leggere libri o decorare le pareti disegnando permette di far scorrere il tempo di gioco più velocemente.
Le meccaniche di gioco riprendono in parte quelle degli idle games, caratterizzati dall'avanzamento costante anche con scarsa o nessun'interazione, persino a gioco spento. Il giocatore può infatti far compiere a Ombra diverse attività senza che siano necessari suoi input, come leggere libri o incamminarsi verso posizioni precedentemente raggiunte e salvate. Siccome il tempo di gioco scorre costantemente, anche senza che Ombra compia alcuna azione, è possibile terminare il gioco semplicemente avviandolo, chiudendolo e tornando allo scadere dei 400 giorni. The Longing presenta diversi finali alternativi, e alcuni di essi non richiedono al giocatore di attendere tutto il tempo previsto.

## Sviluppo e distribuzione
Lo sviluppo di The Longing cominciò nel 2014, ed ebbe la durata di sei anni. Lo sviluppatore Anselm Pyta fu in passato un disegnatore di animazioni flash pubblicate su Newgrounds, fino alla fondazione di Studio Seufz nel 2017. L'idea alla base di The Longing derivò dall'esperienza escursionistica di Pyta alla Barbarossahöhle nel 2012. Secondo la leggenda del Kyffhäuser, la caverna fu la dimora di un re che riposò al suo interno per centinaia di anni; una poesia relativa alla leggenda menzionante un nano che periodicamente ogni secolo controlla il re per verificare se si è risvegliato ispirò Pyta, perplesso pensando a come il nano avesse potuto vivere attendendo per così tanto tempo. Pyta sviluppò gran parte del titolo da solo, ricevendo aiuto solo nella scrittura del codice di gioco. Lo sviluppatore utilizzò Photoshop per disegnare gli sfondi e Adobe Flash per animare i personaggi, scegliendo Unity come motore grafico.
The Longing fu influenzato dal genere degli idle games come Clicker Heroes. Sebbene Pyta fosse impressionato dalla possibilità per il gioco di proseguire anche quando non in partita, lo sviluppatore non gradì un tratto caratteristico di questo genere, ossia la mancanza di un finale. Pyta di conseguenza si pose l'obiettivo di creare un idle game incentrato sulla trama e contenente elementi dei videogiochi d'avventura.
Pyta concepì la solitudine come tematica principale di The Longing durante i suoi studi, mentre il genere musicale del dungeon synth gli fu da ispirazione per l'atmosfera sotterranea del titolo. Immaginò quindi tre percorsi che il giocatore avrebbe potuto intraprendere: attendere semplicemente lo scadere del tempo, provare a rendere la vita di Ombra più confortevole durante i 400 giorni, oppure abbandonare il re lasciando i sotterranei. La prima alternativa sarebbe stata la più semplice, mentre nel caso il giocatore avesse scelto l'ultima opzione gli sarebbe stato necessario superare diversi enigmi ed esplorare caverne sempre più pericolose. Pyta dichiarò successivamente che la più grande sfida durante lo sviluppo di The Longing derivò dalla necessità di ideare nuovi modi per utilizzare la meccanica dello scorrimento del tempo senza scadere nella ripetitività.
Ombra, il protagonista del gioco, fu appositamente realizzato come enigmatico sia di aspetto che nelle intenzioni, in maniera tale che i giocatori potessero proiettare i propri sentimenti e in particolare il senso di solitudine sul personaggio. A causa della lunga durata del gioco Pyta ebbe grandi difficoltà nel playtesting, e dovette di conseguenza affidarsi al suo intuito per stabilire il ritmo di gioco e assicurarsi che i giocatori non abbandonassero il titolo. A tale scopo ritenne che sviluppare maggiore empatia tra il giocatore e il protagonista sarebbe stato essenziale per non far calare l'interesse; per mostrare chiaramente al giocatore i suoi progressi Pyta decise di far svolgere diverse nuove azioni a Ombra come dormire o parlare da solo in base al tempo trascorso. Per mostrare lo scorrere del tempo lo sviluppatore previde la possibilità che delle rocce cadessero dal soffitto nei sotterranei.

## Accoglienza
The Longing fu accolto positivamente dalla critica, e secondo l'aggregatore di recensioni Metacritic entrambe le versioni del gioco ricevettero recensioni generalmente positive. Alcuni critici elogiarono l'innovatività del titolo: Will Aickman di Adventure Gamers lo consigliò a chi amava gameplay insoliti o apprezzava i videogiochi come forma d'arte. Joakim Kilman di PC Gamer lo definì «un affascinante esperimento» dalla grande atmosfera, mentre Christopher Byrd scrisse sul Washington Post che The Longing aveva dimostrato con la sua creatività il potenziale a cui i videogiochi potessero ambire.
Il gameplay dal lento ritmo divise la critica: Byrd sostenne che la lentezza del titolo spingeva la mente del giocatore a riflettere come nelle opere del regista ungherese Béla Tarr. Si mostrò della stessa opinione anche James Cunningham di Hardcore Gamer, il quale ritenne che le occasionali scoperte e «l'accattivante» Ombra rendevano il ritmo di gioco e la lunga attesa «naturali». Il protagonista del gioco fu apprezzato anche da Lewis Gordon di Wired e Rainer Sigl del Der Spiegel, che lo paragonarono positivamente all'animale domestico virtuale Tamagotchi. Aickman rammentò d'altra parte che la lentezza del titolo non sarebbe stata apprezzabile da tutti, e critici di altre testate come The Games Machine e Nintendo Life ebbero opinioni decisamente negative sul ritmo di gioco, definito come «una tortura» e colmo di «attese forzate».